# Carrer de la Font de Santa Maria de Meià
El Carrer de la Font de Santa Maria de Meià és una via pública al municipi de Vilanova de Meià (Noguera) inclosa a l'Inventari del Patrimoni Arquitectònic de Catalunya.

## Descripció
Carrer estret de sis metres d'ample, pavimentat amb formigó i sense voreres, acabat amb una pas cobert. Està vorejat per habitatges unifamiliars entre mitgeres de planta baixa i dos pisos, fets en general de pedra del país. Els portals són adovellats, els balcons són de pedra més polida. Hi ha, però, alguns afegits posteriors que trenquen una mica el conjunt.